# Igneocnemis incisa
Igneocnemis incisa – gatunek ważki z rodziny pióronogowatych (Platycnemididae). Endemit filipińskiej wyspy Luzon, występujący w jej centralnej i północnej części.